# Telsinoe (astronomia)
Telsinoe, (o Thelxinoe) o Giove XLII, è un piccolo satellite naturale del pianeta Giove.

## Scoperta
È stato scoperto nel 2004 mediante l'analisi di immagini rilevate nel febbraio 2003 da una squadra di astronomi dell'Università delle Hawaii guidata da Scott Sheppard e composta da David Jewitt, Jan Kleyna, Brett Gladman, John Kavelaars, Jean-Marc Petit e Lynne Allen.
Al momento della scoperta ha ricevuto la designazione provvisoria S/2003 J 22.

## Denominazione
Nel marzo 2005, l'Unione Astronomica Internazionale (IAU) gli ha assegnato la denominazione ufficiale che fa riferimento a Telsinoe, una delle quattro Muse originarie, figlia di Mnemosine e di Zeus (Giove) secondo la mitologia greca. Telsinoe è anche il nome di una sirena.

## Parametri orbitali
Stanti i suoi parametri orbitali, Telsinoe è considerato un membro del gruppo di Ananke, costituito dai satelliti naturali di Giove irregolari caratterizzati da un moto retrogrado attorno al pianeta, da semiassi maggiori compresi fra i 19,3 e i 22,7 milioni di km e da inclinazioni orbitali prossime ai 150° rispetto all'eclittica.
Telsinoe ha un diametro di circa 2 km e orbita attorno a Giove in 590,607 giorni, a una distanza media di 20,454 milioni di km, con un'inclinazione di 151° rispetto all'eclittica (153° rispetto al piano equatoriale del pianeta), con moto retrogrado e un'eccentricità orbitale di 0,2685.